# Cruce latină

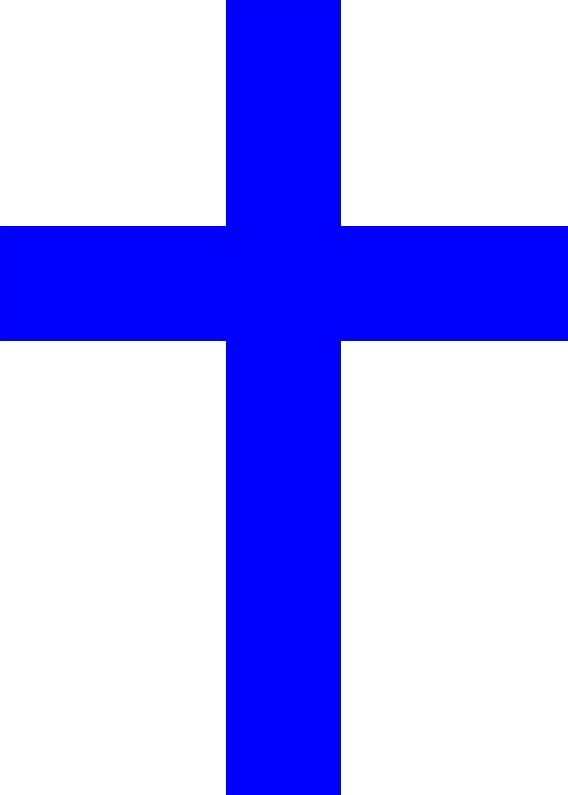
Cruce latină

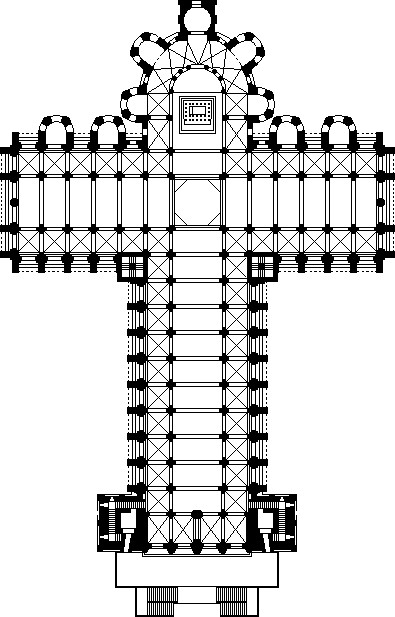
Planul Catedralei din Santiago de Compostela în formă de cruce latină

Crucea latină este o cruce formată dintr-un braț orizontal mai scurt, care se intersectează la mijloc cu un braț vertical mai lung.
Crucea latină evocă forma crucifixului din tradiția creștină.
Forma crucii latine se regăsește frecvent în planurile lăcașurilor de cult creștine.